# 大杉村 (高知県)
大杉村（おおすぎむら）は、高知県長岡郡にあった村。現在の大豊町の北西部にあたる。本項では発足時の名称である東本山村（ひがしもとやまむら）についても述べる。

## 地理
- 山岳：笹ヶ峰、橡尾山、カガマシ山、工石山、八丁山
- 河川：吉野川、穴内川、立川川

## 歴史
- 1889年（明治22年）4月1日 - 町村制の施行により、津家村・和田村・穴内村・敷岩村・日浦村・高須村・小川村・杉村・立川上名村・立川下名村・葛原村・谷村・磯谷村・尾生村・川口村の区域をもって東本山村が発足。
- 1918年（大正7年）7月16日 - 東本山村が改称して大杉村となる。
- 1955年（昭和30年）3月31日 - 東豊永村・西豊永村・天坪村と合併して香美郡大豊村が発足。同日大杉村廃止。

## 交通

### 鉄道路線
- 日本国有鉄道
  - 土讃線
    - 土佐穴内駅 - 大杉駅

### 道路
- 国道32号

現在は旧村域に高知自動車道の大豊インターチェンジが所在するが、当時は未開通。